# Гушнаспдад
Гушнаспадад, известный в византийских источниках как Гусанастадес (Γουσαναστάδης) — сасанидский аристократ, канаранг во времена правления Балаша (пр. 484—488).

## Биография
Гушнаспадад впервые упоминается в 496 г. как один из сторонников Замаспа. После воцарения Балаша Гушнаспдад призвал сасанидскую знать казнить брата Джамаспа Кавада.
Однако сасанидская знать отклонила это предложение и заключила Кавада в тюрьму; однако тому удалось бежать и найти убежище в Средней Азии. В 498/9 г. Кавад вернулся в Иран с помощью эфталитов, захватил Ктесифон, восстановил свою власть и казнил Гушнаспдада. Гушнаспдад был заменен Адургунбадом на посту канаранга.